# La7
La 7 is een Italiaanse commerciële zender, het zevende kanaal van Italië naast de drie publieke zenders van de Rai en de drie commerciële zenders van Mediaset. 
Nu is de zender eigendom van Cairo Communication. De programma's die worden uitgezonden zijn meer georiënteerd op cultuur en sport. Sindskort biedt het ook pay-tv services aan, vooral op het gebied van voetbalwedstrijden, films en concerten. 

## Geschiedenis
De zender werd 1974 met de naam Tele Monte Carlo (TMC) opgericht en had aanvankelijk als doel om de Italiaanstalige zender van Monaco te worden. Het kanaal werd echter al zeer snel de enige concurrent van de publieke zenders van de Rai. In de jaren tachtig werd TMC een relatief kleine zender door de opkomst van de commerciële zenders van Silvio Berlusconi. In 1990 werd het station gekocht door de Brazilianen van Globo, maar vijf jaar later kwam het in handen van filmproducent Vittorio Cecchi Gori, die probeerde om een derde televisiegroep te maken in een markt die werd gedomineerd door de zenders van de Rai en Mediaset. Hij kocht daartoe de muziekzender VideoMusic die hij omdoopte tot TMC2, waarmee het aandeel muziek werd teruggebracht. In 1999 verhuisde de zender van Monte Carlo naar Rome.
In 2001 deelden Lorenzo Pellicioli en Roberto Colaninno van Telecom Italia, mee dat ze de televisiezender hadden gekocht, wederom met als doel een sterke concurrent te worden van de zes andere nationale televisiezenders. TMC werd tot La 7 omgedoopt. Op 1 juni 2001 werd TMC2 middels een 'regeneration day' omgedoopt tot MTV Italia, dankzij een joint venture met Viacom/MTV Networks Europe. MTV had in Italië eerder de distributie verloren aan Rete A (dat daarna All Music en vervolgens Deejay TV werd van de Gruppo l'Espresso, nadat het in 2001/2002 korte tijd de naam VIVA Italia droeg).  Uiteindelijk werd het toenmalige Deejay TV aan Discovery verkocht en omgedoopt tot Nove waarna Deejay TV op een ander kanaal opnieuw startte.
Maar, ondanks die sterke ambities die de eigenaar van La 7 in het begin had, heeft La 7 nog steeds een beperkt aantal kijkers vergeleken met zijn grote concurrenten. Zowel Colaninno als Pellicioli verlieten Telecom Italia. Telecom Italia kwam in andere handen (namelijk het consortium van Telefonica), maar La 7 bleef een kleine zender als onderdeel van het beursgenoteerde Telecom Italia Media. Ook Comedy Central Italia, Nickelodeon Italia, MTV Music Italia, MTV Hits Italia, MTV Classic Italia maken deel uit van Telecom Italia Media.
In april 2013 werd La 7 overgenomen door Cairo Comunication. Telecom Italia Media blijft eigenaar (51%) van de MTV Italia-activiteiten en Telecom Italia Media Broadcasting, de facilitaire uitzendtak van Telecom Italia totdat ViacomCBS uiteindelijk de MTV-activiteiten overneemt, de landelijke MTV Italia aan Sky Italia verkoopt die het tot TV8 omdoopt. MTV Italia is via Sky Italia opnieuw gestart en de merken VH1 en Paramount Network worden door ViacomCBS landelijk via de digitale ether uitgezonden.
's Nachts heeft La 7 dagelijks van circa 03 tot 06 uur enige tijd de (Engelstalige) uitzendingen van CNN International overgenomen.

## Programma's

### Shows
- Tetris
- Markette
- I Fantastici 5 (Italiaanse versie van Queer Eye for the Straight Guy)
- Le Invasioni Barbariche
- Cambio Moglie (Wife swap)

### Culturele programma's
- Omnibus
- Sfera
- Stargate - Linea di Confine

### Tv-series en miniseries
- Sex and the City
- Star Trek: Enterprise
- Star Trek: Voyager
- Star Trek: Deep Space Nine
- The L Word
- Crossing Jordan
- Angels in America

### Nieuws
- TG La7
- L'infedele
- Otto e mezzo
- Omnibus
- Effetto Reale
- CNN International

### Sport
- 2007 America's Cup
- Rugby Union Six Nations Championship
- World Superbike Championship

### Animatieseries
- Dragon Ball
- Dragon Ball Z
- Dragon Ball GT
- Pokémon: Ik moet ze allemaal vangen
- Digimon: Digitale monsters (seizoenen 1-2)